# Jean Vigo

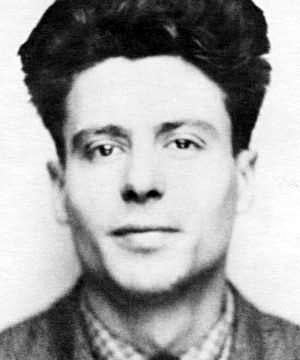
Jean Vigo

Jean Vigo, eigentlich Jean Bonaventure de Vigo Almereyda (* 26. April 1905 in Paris; † 5. Oktober 1934 ebenda), war ein französischer Filmregisseur. Trotz seines frühen Todes gilt er als Schlüsselfigur des französischen Kinos und Wegbereiter der Nouvelle Vague.

## Kindheit und Jugend
Er war der Sohn von Eugène Bonaventure de Vigo, einem auch als Miguel Almereyda bekannten französischen Anarchisten, und Emily Clero, einer ebenfalls militanten Anarchistin. In seiner Kindheit lebte er längere Zeit mit seinen Eltern auf der Flucht. Wie sein gesamtes Leben, so war auch schon seine Kindheit stark durch seine Tuberkulose-Erkrankung geprägt.
1917 wurde sein mittlerweile verhafteter Vater unter ungeklärten Umständen tot in seiner Gefängniszelle aufgefunden. Freunde seines Vaters schickten Vigo daraufhin unter dem falschen Namen Jean Sales in ein Internat. 1925 begann er in Paris – wieder unter seinem richtigen Namen – Philosophie zu studieren und kam durch Claude Autant-Lara und Germaine Dulac mit dem Film in Berührung. 1926 heiratete er Elisabeth „Lydou“ Lozinska, eine Fabrikantentochter aus Łódź.

## Erste Projekte
Mit finanzieller Unterstützung seines Schwiegervaters drehte er 1929 seinen ersten Film À propos de Nice (Apropos Nizza), einen hochgradig subversiven Dokumentarfilm, der soziale Ungleichheiten in Nizza untersucht. Der Film zeigt Bettler in den Slums ebenso wie dekadente Müßiggänger am Roulettetisch. Es handelt sich um satirische Darstellungen mit innovativer Bildsprache. Die Kamera führte bei diesem Film, ebenso wie bei den weiteren Filmen, der Kameramann Boris Kaufman, Bruder des sowjetischen Regisseurs Dsiga Wertow.
1931 folgte ein weiterer Dokumentarfilm, der Kurzfilm Taris, roi de l’eau (Taris, König des Wassers), eine Bewegungsstudie mit dem Schwimmer Jean Taris.

## Betragen ungenügend
In seinem ersten 1933 entstandenen Spielfilm Zéro de Conduite (Betragen ungenügend) sind Kinder die Hauptpersonen.
Eine Gruppe von Jungen kehrt nach den Ferien in ihr Landschulheim zurück. Die Freiheit der Internatszöglinge ist durch eine große Zahl an Verhaltensvorschriften eingeschränkt. Wer diesen zuwiderhandelt, bekommt die Note Betragen ungenügend und muss sich auf eine nachfolgende Bestrafung gefasst machen. Direktor des strengen Regimes ist ein autoritärer Schulleiter, der von einem kleinwüchsigen Schauspieler dargestellt wird.
Eine feierliche Veranstaltung, zu der auch Ehemalige des Internats geladen sind, nutzen die Jungs zu einer Rebellion gegen ihre tyrannischen Lehrer. Am Veranstaltungstag erklettern die Schüler das Dach der Schule und lassen Gegenstände auf die versammelten Gäste herunterregnen.
Zwar wird nur eine handlungsarme Geschichte erzählt, der Film hebt sich jedoch durch seine traumähnliche Grundstimmung hervor, in der die Handlung in den Hintergrund tritt. Was der Zuschauer präsentiert bekommt, ist eher eine Abfolge von subjektiven Eindrücken als ein konsistenter Handlungsablauf. Besonders eindrucksvoll wirkt eine Kissenschlacht im gemeinsamen Schlafsaal. Die Szene ist in Zeitlupe gefilmt und erweckt dadurch einen surrealen Eindruck.
Zéro de Conduite wurde direkt nach der Fertigstellung von der Zensur verboten. Bei dem Verbot blieb es bis 1945.

## L’Atalante
Seinen zweiten Spielfilm L’Atalante (1934) drehte Vigo, als sich seine Tuberkulose-Erkrankung zunehmend verschlimmert hatte.
Der Binnenfrachter Atalante ist auf den Wasserstraßen Frankreichs unterwegs. Die beiden Protagonisten des Films sind ein frischvermähltes Paar, das zusammen mit einem alten exzentrischen Matrosen (Michel Simon) und einem Schiffsjungen die Besatzung bildet. Die junge Ehefrau, gespielt von Dita Parlo, liebt ihren Mann (Jean Dasté), versucht der Beschränkung ihres täglichen Lebens auf Wasserstraßen zu entfliehen. Sie sehnt sich nach den Aufregungen, die eine Stadt wie Paris zu bieten hat, und wird von einem fliegenden Händler zu einem Ausflug an Land verführt. Der Ehemann fährt trotzig weiter, ohne sie. Aber sie fehlt ihm. Erstmals sieht er, was ihm zuvor nie gelang, ihr Bild, indem er die Augen unter Wasser öffnet: wie ein süßer Geist schwebt sie im Brautkleid vor ihm. Alleine in der großen Stadt, sehnt sie sich nach ihrem Mann und dem Zuhause auf dem Schiff. Mit Hilfe des alten Matrosen und eines Seemannsliedes finden die jungen Eheleute wieder zusammen.
Auch bei diesem Film, der von führenden Filmkritikern wiederholt zu den zehn besten gezählt wird, wird von den Rezensenten vor allem die visuelle Atmosphäre herausgestellt. Einerseits werden die Szenen als realistisch bezeichnet, andererseits wird auf eine magische Überhöhung hingewiesen. „Vordergründig eine einfache Ehegeschichte, gewinnt der Film durch die surreale Traumlandschaft der Seine eine mythisch-parabelhafte Dimension“, heißt es in einer Rezension.
Inhaltlich geht es in dem Film um das Frischvermähltsein und die Liebe junger Brautleute vor dem ersten Kind, ein in der Filmgeschichte auffällig vernachlässigtes Thema. Nur noch in Apur Sansar (Apus Weg ins Leben – 3. Apus Welt) gestaltet Satyajit Ray das Thema mit ähnlich zauberhafter Eindringlichkeit.
Der Regisseur François Truffaut hat einige der Anekdoten schriftlich festgehalten, die es um die Entstehung von L’Atalante gibt. Diesen zufolge soll Vigo streckenweise seine Regieanweisungen auf einer Tragbahre liegend gegeben haben. Truffaut schrieb: „Man kann sich leicht ausmalen, dass er bei dieser Arbeit in einer Art von Fieber gewesen sein muss“. Als ein Freund ihm den Rat gab, mehr auf seine Gesundheit zu achten, soll Vigo geantwortet haben, dass es ihm an Zeit fehle und dass er daher jetzt alles geben müsse.
Nach einer ersten erfolglosen Probeaufführung wurde der Film drastisch gekürzt und mit Le chaland qui passe neu betitelt. Auch in dieser Fassung war der Film ein kommerzieller Misserfolg. Bei der zweiten Internationalen Filmkunstaustellung in Venedig gehörte L’Atalante zum offiziellen Programm Frankreichs. Zum Zeitpunkt der Anmeldung war der Film noch nicht fertiggestellt.
Vigo überlebte die Dreharbeiten nur knapp. 1934, im Alter von nur 29 Jahren, erlag er der Tuberkulose. Er wurde am 8. Oktober 1934 auf dem bei Paris gelegenen Cimetière de Bagneux neben seinem Vater Miguel Almereyda und seiner Ehefrau Lydou Lozinska bestattet.
Der Film wurde über lange Zeit hinweg nur in der verstümmelten Fassung gezeigt. Erst im Jahr 1990 wurde die Originalfassung im Auftrag von Gaumont von Jean-Louis Bompoint und Pierre Philippe restauriert, wobei vor allem eine von Bompoint im britischen National Film and Television Archive entdeckte Kopie des Films zugrunde gelegt wurde. Teile des Dialogs wurden dank digitaler Tonbearbeitung, die über 10.000 Nebengeräusche entfernte, erstmals verständlich. Die herbe Originalmusik des ebenfalls jung verstorbenen Maurice Jaubert kommt dabei voll zur Geltung.
Nachdem die 1990 restaurierte Version von einigen Kritikern aufgrund der nahezu kompletten Integration des verfügbaren Materials teils als „zu enthusiastisch“ kritisiert wurde, wurde der Film im Jahr 2001 von Bernard Eisenschitz und Vigos Tochter Luce erneut restauriert, dabei wurden einige Szenen der 1990er Version wieder entfernt. In der Folge kam es zu einem scharfen Disput zwischen Bompoint und Eisenschitz.

## Würdigung
Das Werk von Vigo besteht aus nur zwei Dokumentar- und zwei Spielfilmen und umfasst insgesamt nicht einmal 200 Minuten. Gleichwohl hatte Vigos Filmschaffen großen Einfluss auf die weitere Entwicklung des Films. Vor allem Regisseure der Nouvelle Vague berufen sich auf seine Filme. Die 1990 restaurierte Fassung von L’Atalante erlangte 1992 beim International Critics’ Top Ten Films Poll von Sight & Sound, der Zeitschrift des British Film Institute, den fünften Platz.
1998 wurde Vigos Leben unter dem Titel Vigo – Passion for Life von Julien Temple verfilmt.
Seit 1951 wird zu Ehren Vigos der Prix Jean Vigo vorwiegend an jüngere Regisseure verliehen.
Jean Vigo ist Namenspatron des 1980 in Perpignan gegründeten Filminstituts Institut Jean-Vigo, der zweitwichtigsten filmkulturellen Einrichtung Frankreichs.

„Der Filmregisseur Jean Vigo ist in Paris gestorben. Erst 39jährig, wurde der begabte, vielversprechende Regisseur vom Tode dahingerafft. Er wird im allgemeinen neben René Clair für den originellsten und persönlichsten Regisseur Frankreichs angesehen.“

„Es war ihm gelungen, in ‚Atalante‘  eine eigenartig reizvolle Mischung von Realität und Traum, Komik und Tragik zu schaffen. Vor einigen Jahren hatte er mit einem Dokumentarfilm über Nizza seine ersten Erfolge. ‘Zéro de conduite‘ (‚Betragen Nulll‘), ein Film, der von Sachverständigen sehr hoch geschätzt wird, ist, noch bevor er  dem Publikum vorgeführt wurde, von der Zensur verboten worden. Die Freunde des Verstorbenen haben es sich zum Ziel gesetzt, sein Andenken zu feiern, indem sie sich um die Aufführungserlaubnis dieses Films bemühen.“

## Filmografie
- 1930: À propos de Nice (Kurzfilm)
- 1931: Taris, roi de l’eau (Kurzfilm)
- 1933: Betragen ungenügend (Zéro de conduite)
- 1934: Atalante (L’Atalante)

## Werkausgaben
- L’Intégrale Jean Vigo, Gaumont 2001.[9]
- The Complete Jean Vigo. Artificial Eye, 2004 (2 DVDs).[10]
- The Complete Jean Vigo. The Criterion Collection 2011.